# Ingenieros (Alien)
Los Ingenieros (Engineers, en inglés) son una especie ficticia de alienígenas de la saga de películas Alien. Apareciendo por primera vez en Alien, el octavo pasajero, la denominación inicial que se le dio fue la de Space Jockey, aunque no se reveló mucho sobre ellos aparte de que tuvieran algo que ver con el posible origen y/o transporte de los xenomorfos (Aliens). Posteriormente, en la película Prometheus, su protagonismo es central, pasando a denominárseles como los Ingenieros. Fue esta raza de seres a los que se les atribuye el desarrollo de la vida en la Tierra.
Según el juego de rol de Alien, existe la hipótesis no probada de que el Space Jockey de la película original no sería un ingeniero, sino una especie más antigua que sí tenía ese aspecto, y que crearon a los ingenieros, lo cuáles copiaron toda su tecnología y su estética. 

## Concepto y creación
La producción de Alien apodó a la criatura "Space Jockey". H. R. Giger, que diseñó la nave espacial abandonada y el Space Jockey, primero lo llamó "el Piloto". Luego, el director de Aliens, James Cameron, se refirió burlonamente a él como "Big Dental Patient".
Según los guionistas, la escena dentro de la nave abandonada con el piloto Jockey era esencial. A pesar de que la compañía quería retirar la escena por recorte de gastos, se insistió en filmarla. Para ello, Giger diseñó una figura de Space Jockey de 7,9 m de alto. Más tarde, pirómanos destruyeron una versión más pequeña ubicada en el Egyptian Theater de Hollywood.
Aplicando la técnica de efectos especiales de perspectiva forzada, Ridley Scott vistió a sus hijos con trajes espaciales en versión pequeña y les filmó moviéndose alrededor de la cabina del Space Jockey para hacerla parecer el doble de grande de lo que en realidad era.
En The Book of Alien se explica que los actores y equipo sintieron por instinto que el Space Jockey era un ser benigno, pero no supieron por qué. En la edición en DVD de Alien, Scott opinó que crear una película explorando la historia y trasfondo de los Space Jockey podría dar una interesante dirección a la serie. De hecho, se anunció que Scott dirigiría una precuela de la serie Alien que trate sobre los Jockey. Prometheus sería la película, anunciada y estrenada en 2012.

## Características

### Biología
Los Ingenieros poseen fisonomía de apariencia casi totalmente humana, apreciación apoyada por su ADN, que según Prometheus, en esencia es idéntico al humano. Se trata de humanoides de constitución maciza y de aproximadamente tres metros de estatura, sin pelo, con una piel de color blanco marmóreo recorrida por venas visibles; sus ojos son totalmente negros, como su sangre. Así mismo, no poseen pezones, al menos los miembros masculinos de la especie. Se desconoce su esperanza de vida, pero quizás sobrepasa la humana. Aunque se aprecia poco de sus habilidades en la película, parecen tener enorme resistencia física y fuerza sobrehumana incluso para su tamaño, pudiendo levantar a un humano tamaño medio y arrojarlo sin esfuerzo a una decena de metros de distancia.
En la mayoría de sus apariciones no canónicas, los Ingenieros se comunican mayormente por telepatía, pero un breve holograma y una escena eliminada de Prometheus les muestra capaces de hablar. También usan música (una flauta) como herramienta para activar y usar su maquinaria.

### Tecnología
En sus apariciones directas e indirectas, se hace notar que los Ingenieros son una raza avanzada tecnológicamente en extremo, y que al parecer toda o la mayoría de sus obras se basan en la biotecnología. Ellos mismos se enfundan en un traje biomecánico exoesquelético que se funde literalmente a sus cuerpos, permitiendo que se conecten al sillón de mando de sus naves. Es un traje con casco ovoide que cubre toda la cabeza. Va conectado al pecho por una característica trompa o tubería que, sumada a su tamaño y robustez, les da un aspecto elefantino. Toda su tecnología es lo suficiente duradera para seguir activa luego de miles de años.
Aunque no se constata directamente, se implica que los xenomorfos serían una creación de los Ingenieros, desarrollados para usarlos de arma biológica. Ridley Scott describió la nave hallada en Alien, el octavo pasajero como un bombardero pensado para lanzar su letal carga en un planeta y erradicar sus formas de vida. Una temática similar se puede ver en las naves de LV-223 en Prometheus, llenas de vasijas con una sustancia negra que es un poderoso mutágeno, capaz de alterar todo un ecosistema.
Varios conceptos artísticos de Prometheus los muestran equipados con armas de energía en sus hombros, muy similares a las usadas por los Yautja de Alien vs Predator, lo que abre la puerta a la posibilidad de que estas dos razas tuvieran contacto en el pasado.

## Apariciones

### Alien
El Space Jockey es descubierto en Alien, el octavo pasajero por la nave espacial comercial Nostromo, cuando aterriza en el inexplorado planetoide LV-426 para investigar una señal desconocida. La tripulación encuentra una nave espacial alienígena estrellada en el satélite hace ya mucho tiempo, siendo el origen de la señal. Tras entrar en su interior, tres miembros del equipo encuentran una vasta cámara con el cadáver ya fosilizado del Space Jockey en lo que parece un sillón de mando, integrado o asimilado con el material de la silla. En su abdomen se aprecia un boquete realizado de dentro hacia fuera, como si un quebrantapechos xenomorfo hubiera emergido de él. Sin embargo, no hay rastro de esta criatura, dejando la evidente causa de la muerte del piloto como único testimonio de su existencia. Más abajo, la tripulación de la Nostromo encuentra una bodega cargada con miles de huevos de xenomorfo.
Ridley Scott sugiere en el comentario de la edición DVD de la película que la nave podía funcionar como un bombardero, liberando los huevos en un planeta enemigo para infectar las formas de vida autóctonas, de forma similar al plan que el Ingeniero encontrado por la tripulación de la nave Prometheus se disponía a realizar. De acuerdo con James Cameron, el piloto pudo haber sido infectado por su peligrosa carga y haberse estrellado, por ello dejando la señal como advertencia. Por otra parte, en "The Alien Portfolio" de John Mollo y Ron Cobb se muestra una idea original del guion de Dan O'Banion, en la que se teoriza que el Jockey llegó a LV-426 en una misión de investigación, encontrando los huevos. Uno de los miembros del equipo sería más tarde infectado por ellos, y aunque el resto de la tripulación lograría acabar con el alien resultante, la nave se estrellaría. Se desconoce si esta idea es canónica con respecto a los sucesos de la película.
Después de su póstuma aparición, el Ingeniero no es mencionado de nuevo por los personajes de la película, pero en la novelización de Alien de Alan Dean Foster, el androide Ash hace un comentario sobre ellos: "Quienquiera que sean, su generosidad no puede negarse. Espero que la humanidad los encuentre de nuevo, en circunstancias más favorables". También afirma que eran infinitamente más grandes, fuertes e inteligentes que los humanos, así como que la señal estaba pensada para alejar a los humanos de los aliens.

### Prometheus
En la película de Ridley Scott Prometheus, precuela sobre el universo Alien, se revela que los Space Jockey -aquí llamados por primera vez "Ingenieros"- son una raza antiquísima que se dedica a terraformar planetas y sembrar la vida. Uno de tales mundos sembrados es la Tierra, la cual visitaron durante milenios para crear los humanos, dejando además un mapa de dónde encontrarlos. Los seres se revelan también como idénticos a los humanos, siendo su anterior imagen esquelética y pesada simplemente la apariencia de sus trajes biomecánicos.
En el futuro, la nave Prometheus viaja al planetoide LV-223 en busca de respuestas sobre el porqué de la vida y el lugar del hombre en el universo. Lo que encuentran, sin embargo, es una instalación de desarrollo de armas biológicas abandonada milenios atrás, cuando sus dueños murieron víctimas de sus propias creaciones. También se descubre, por medio de una grabación holográfica, que el plan de los Ingenieros antes de su desaparición era enviar dichas bioarmas a la Tierra para acabar con las formas de vida terrestre y reiniciar el ecosistema, proyecto que fue interrumpido por la muerte de los seres. El último de ellos, mantenido en estasis en un sarcófago criogénico, es despertado por el androide David, quien inicia un diálogo con él en su propio idioma, aprendido al estudiar las raíces comunes de todas las lenguas muertas de la Tierra. Sin embargo, el Ingeniero rehúsa hablar, mutila al androide y mata a sus acompañantes, y procede a activar una nave espacial cargada de las bioarmas para arrojarlas sobre la Tierra. La restante tripulación del Prometheus consigue impedirlo sacrificando la nave para inutilizar la del Ingeniero en una monumental colisión, derribándola de los cielos del planetoide y poniendo fin al avieso plan del piloto.
A pesar de ello, el Ingeniero sobrevive al impacto y ataca a la última superviviente de la tripulación, Elizabeth Shaw. No obstante, en un movimiento desesperado, ésta libera sobre él al Trilobite, un grotesco subproducto de la bioarma que acaba con el Space Jockey. Tiempo después de que Shaw abandone el planeta, del cadáver del Ingeniero brota un ser similar a los xenomorfos, el Deacon.

### Alien vs Predator: Requiem
En la película Aliens vs. Predator: Requiem de 2007, un cráneo similar al casco biomecánico de un Ingeniero aparece brevemente en la sala de trofeos de la nave Yautja, como referencia a la película original.

### Alien Covenant
En la película Alien: Covenant, de 2017, se muestra lo que parece ser un planeta habitado por entidades parecidas a los ingenieros vistos en Prometeo. Ahí, el androide David, quien aparentemente llega de LV 223, arroja los recipientes con material patógeno sobre la población, acabando con la totalidad de esas entidades. Sus cadáveres pueden apreciarse cuando la tripulación del Convenant recorre el camino hasta el templo donde el androide David ha estado recluido durante los 10 años posteriores a los sucesos de Prometeo.

### Apariciones en otros medios
En la novela Earth Hive, de Steve Perry, los Ingenieros son referidos como "los recolectores", ya que recolectan huevos de Xenomorfos. En otra novela, Aliens: Original Sin, de Michael Jan Friedman, la raza es referida como "Mala'kak".
El cómic Alien Apocalypse: The Destroying Angels muestra la historia de estos seres con gran lujo de detalles. Los Space Jockeys (Ingenieros) aparecen representados como gigantescos seres elefantinos, basados en la incompleta imaginería del piloto de Alien de la que se disponía en la época de publicación del cómic. También se muestra su planeta natal, un lugar sembrado de antiguos rascacielos biotecnológicos donde su tecnología de algún modo sigue viva. Se explica que eran una raza (solo conocida aquí como los "gigantes") que colonizó gran parte del universo, pero en algún momento hace 3200 millones de años los aliens (apodados "ángeles") diezmaron la especie y solo quedaron unos cuantos individuos, sometidos a hibernación en un intento de sobrevivir a los Xenomorfos.
En el cómic de Mark Verheiden Aliens se dice que los Space Jockey son malévolos; evitan atacar a los humanos por su odio común hacia los xenomorfos, pero intentan esclavizar a la humanidad después de que acabase esta amenaza. Su representación física sigue a la de Destroying Angels, añadiéndose además la capacidad de comunicarse por telepatía.
El cómic Fire and Stone, centrado tras los eventos de Prometheus y Aliens, muestra que un Ingeniero sobrevivió en LV-223, dedicándose a controlar la población de especies mutadas por los acelerantes genéticos de su nave liberados tras su colisión. Un Yautja se siente obsesionado por cazar a un Ingeniero, dado que en sus cacerías a lo largo de muchas décadas ha sido testigo de cómo los Ingenieros son venerados como dioses por otras especies alrededor del universo.
Los Ingenieros hacen apariciones en dos de los videojuegos de PC de la serie Alien. En Aliens versus Predator, aparece en la nave estrellada, donde han de cumplirse dos misiones. En Aliens versus Predator 2, se puede encontrar un laboratorio construido con la biotecnología de los Ingenieros, donde es necesario hallar una serie de artefactos. Al final de la campaña marine, el jugador debe luchar con la reina Xenomorfo en una gran sala con el cadáver de un Space Jockey en el centro.